# Cyphon unidentatus
Cyphon unidentatus es una especie de coleóptero de la familia Scirtidae.

## Distribución geográfica
Habita en Guangxi (China).